# 李康
李 康（り こう、1987年2月8日 - ）は、中国の囲碁棋士。天津市出身、中国囲棋協会に所属、六段。威孚房開杯棋王戦準優勝、LG杯世界棋王戦ベスト8など。

## 経歴
1997年全国少年戦C組優勝。1998年世界青少年囲碁選手権大会少年組優勝、国家少年隊入り。 同年初段。2002年世界青少年囲碁選手権青年組優勝、四段。2003年NEC杯囲棋賽ベスト8。2004年五段。2007年名人戦ベスト8、六段。2008年棋王戦で、決勝で周睿羊に敗れ準優勝。2010年天元戦ベスト8、全国個人戦2位。2011年棋王戦ベスト4。
2012年百霊愛透杯世界囲碁オープン戦で古力、白洪淅らを破ってベスト8進出。2013年LG杯世界棋王戦で依田紀基、李昌鎬を破りベスト8進出。
2014年百霊愛透杯ベスト32。2015年LG杯ベスト32。
甲級リーグでは2001年に天津チームで出場、乙級落ちするが、2005年に大連チームで甲級に復帰。中国棋士ランキングでは、2008年21位、2012年23位。

### 主な棋歴
- 百霊愛透杯世界囲碁オープン戦 ベスト8 2012年（○古力、○李豪傑、○白洪淅、×謝爾豪）
- LG杯世界棋王戦 ベスト8 2013年（○依田紀基、○李昌鎬、×姜東潤）
- 威孚房開杯棋王戦 準優勝 2008年
- 全国囲棋個人戦 2位 2010年、4位 2012年
- 中国囲棋甲級リーグ戦
  - 2001年（天津駕協）
  - 2002年乙級（天津駕協）
  - 2003年乙級（天津市）
  - 2004年乙級（大連美羅）
  - 2005年（大連上方）
  - 2006年（大連上方 - 北京麒麟至誠）
  - 2007年（広西華藍）
  - 2008年（広西華藍）12-9
  - 2009年（広西華藍）7-12
  - 2010年（広西華藍）9-10
  - 2011年（大連上方衡業）4-9
  - 2012年（大連上方衡業）8-18
  - 2013年（大連上方衡業）2-9
  - 2014年乙級（安徽寧国市）
  - 2015年乙級（安徽寧国市）5-2